# 古賀精里

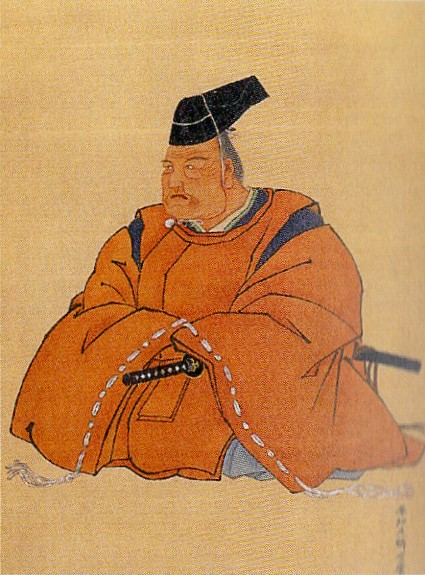
古賀精里

古賀 精里（こが せいり、寛延3年10月20日（1750年11月18日） - 文化14年5月3日（1817年6月17日））は、江戸時代中期〜後期の儒学者。名は弥助、姓は劉、氏は古賀。幼名は文太郎、諱は樸または朴、字は淳風。号は、はじめ訥斎、後に精里。「寛政の三博士」「寛政の三助」と称された。子に穀堂、侗庵、孫に謹一郎（茶渓）が居る。

## 生涯
佐賀藩士・古賀忠能の子として生まれる。1766年、8代藩主鍋島治茂の実兄・鍋島主膳の執事となったが、病気のため辞職。1774年、治茂から京都や大阪への遊学が許される。はじめ、福井小車、西依成斎に陽明学を学んだ。大坂では尾藤二洲や頼春水らと交わり、朱子学に転じた。1779年、帰藩して藩主・鍋島治茂に仕えた。1781年に藩校・弘道館が設立されると教授となり、学規と学則を定めてその基礎を確立した。闇斎朱子学の教説にもとづいて学問思想の統制をはかり、徂徠学を斥けた。
幕府からの召命を3回断るが、1796年に江戸に来て昌平黌の儒官となり、柴野栗山（彦輔）・尾藤二洲（良助）とともに寛政の三博士といわれた。三人はいずれも懐徳堂の中井竹山と親交があり、老中・松平定信の寛政の改革に際して、相互に影響を与えたとされる（寛政異学の禁）。門下は、羽倉簡堂・草場佩川・斎藤拙堂・野田笛浦・篠崎小竹・野村篁園・満野荷州・月形深蔵・梁川星巌・大国隆正など多数。
性格は「厳密寡黙」と頼山陽に評され、妻の死後は再婚せずに独身で過ごした。文化14年（1817年）、死去。享年68。
漢詩をよくし、精里の詩は学者らしい観念的な詩である。著書『十事解』は1789年に支藩・蓮池藩のために施政治民の要を説いたものである。
1915年、従四位を追贈された。

## 著作
『四書集釈』、『近思録集説』、『精里全書』、『大学章句纂釈』、『中庸章句纂釈』などがある。

## 古賀家の先祖
古賀家の先祖は、漢の霊帝といわれた。その子孫が甲斐国に住み、左兵衛時連のとき、筑後国三瀦郡の古賀村に住んだことから古賀を名乗ったという説もある。右衛門家時のとき、龍造寺隆信に仕え、その子・時貞のときから鍋島家に仕えた。